# Блюм, Давид Адольфович
Дави́д Адо́льфович Блюм (8 апреля 1941, Кишинёв — 13 сентября 2021, Нетания) — молдавский и израильский музыкант, композитор, автор текстов песен и исполнитель на русском, иврите и английском языках.

## Биография
Давид Блюм родился в Молдавской ССР в апреле 1941 года.
Во время Великой Отечественной войны с матерью оказался в эвакуации в городе Алма-Ате, где жил до освобождения Молдавии от фашистской оккупации. Отец Давида воевал на фронте, получил тяжёлую контузию.
С пятилетнего возраста Давид стал учиться игре на скрипке. В 1966 году окончил Кишинёвскую государственную консерваторию имени Г. Музическу. Преподавал в музыкальных школах и в музыкально-педагогическом училище. Будучи артистом эстрадного оркестра Молдавской филармонии увлёкся написанием собственной музыки.
В 1974 году Давид Блюм стал лауреатом республиканского телевизионного конкурса, посвящённого 600-летию Кишинёва. Его песня «Город моей мечты» получила 2-ю премию. Вскоре она прозвучала на Центральном телевидении в передаче «Голубой огонёк».
В 1990 году Давид Блюм вместе с семьёй репатриировался в Израиль. Поселился в городе Нетания.

## Творчество
Творчество Давида Блюма проходит под лозунгом: «Израиль и диаспора — один народ, одна история, одна песня Победы».
Результатом его 20-летней деятельности стала книга «Еврейский бал»
, включившая в себя 116 стихотворений (текстов песен), большинство из которых положены на музыку и исполняются автором в городах Израиля на различных концертах и фестивалях. Давид неоднократный участник фестиваля «Фронтовики, наденьте ордена» проводимого в Хайфе.

Целью моего проекта является поднятие духа и гордости за свой народ, за его уникальную, неповторимую многовековую историю. Этой теме посвящена вся моя жизнь.
— Давид Блюм, предисловие к книге «Еврейский бал»

Для меня большая честь приветствовать Вашу инициативу по написанию и изданию книги песен на русском языке, часть из которых переведена на иврит и идиш.
— Софа Ландвер, Министр абсорбции Государства Израиль

Я верю, что Ваши песни, написанные на русском, иврите, английском и идише, внесут большой вклад в приближение сердец еврейского народа к наследию сионизма, Танаха и Эрец-Исраэль.
— Мирьям Файерберг-Икар, Мэр города Нетания

## Награды
Выступления Давида Блюма отмечены рядом наград:
- Лауреат Всеизраилького конкурса «Шир олим» (2000)
- Дипломант 1-го Международного конкурса-фестиваля еврейской песни «Золотая Ханукия», проводимого Всемирным Конгрессом русскоязычного еврейства в Берлине (2003)
- Лауреат конкурса имени Ицхака Зандмана и Авраама Коэна на лучшее историко-литературное произведение о воинском подвиге евреев-героев (2010) Конкурс учреждён Союзом воинов и партизан-инвалидов войны с нацистами[5].

## Общественная деятельность
В своих произведениях и публичных выступлениях Давид Блюм обличает международный террор и, в частности, подвергает критике исламский терроризм, направленный против государства Израиль. Давид призывает общественность отказаться от практики толерантности по отношению к всевозможным экстремистским организациям

## Интересные факты
В 2012 году Давид Блюм награждён медалью, выпущенной к 65-летию победы над фашистской Германией.
Это первый случай, когда такой медалью награждается творческий работник.

## Книги
- Давид Блюм,. "Еврейский бал". — MSBooks Publishing, 2013. — 176 с. — ISBN 978-1-304-16272-4.

## Видео
- Давид Блюм. «И встал солдат» (рус.)
- Давид Блюм. «Эвейну Шалом Алейхем» (рус.)
- Давид Блюм. «Герои гетто» (англ.)
- Давид Блюм. «Вперед, Маккаби!» (ивр.)